# The Island (película)
The Island es una película nigeriana de acción de 2018 dirigida por Toka McBaror y coproducida por Daniel Cole Chiori y Freda Francis. Está protagonizada por Femi Adebayo, Segun Arinze, Sukanmi Bahlofin, Sambasa Nzeribe.

## Sinopsis
Hamza (Sambasa Nzeribe) intercepta una conversación sobre un acuerdo de venta de armas entre un terrorista desconocido y un agente.

## Elenco
- Femi Adebayo como Kola
- Segun Arinze como Major Gata
- Sukanmi Bahlofin como obispo
- Tokunbor Idowu como Sandra
- Sambasa Nzeribe como Hamza
- Anita Osikhena Osikweme como Grace

## Producción
The Island fue producida por Achievas Entertainment Limited.

## Lanzamiento
Inicialmente se produjo bajo el título Death Island y se compartió un avance en noviembre de 2017 en YouTube. Sin embargo, el avance oficial fue lanzado en mayo de 2018, con el estreno de la película el 10 de agosto de 2018. A finales de 2019, la película llegó ala plataforma Netflix.

## Recepción
En Toronto, Canadá, ganó varias nominaciones en los TINFF 2018 Nollywood Movie, incluidas las categorías mejor película africana, mejor actriz de Nollywood (Tokunbo Idowu), mejor actor de reparto (Segun Arinze) y mejor director (Toka McBaror). También fue nominada como Mejor Largometraje, Mejor Productor, Mejor Montaje, Mejor Fotografía y Mejor Cinematografía.